# Ma'alot

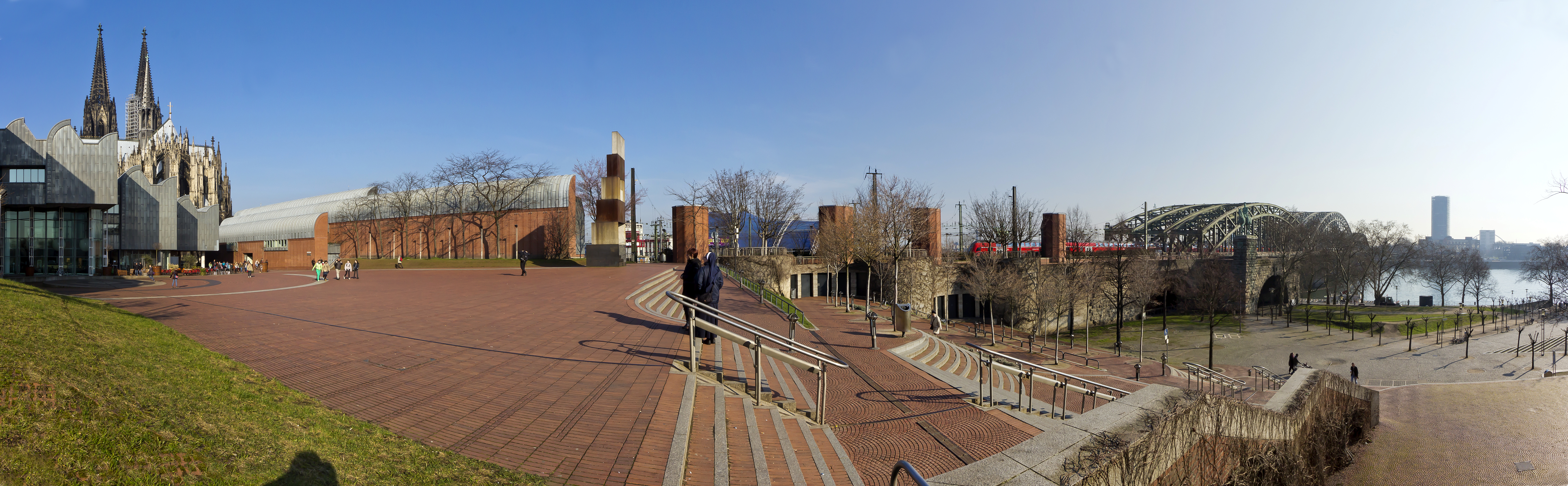
Heinrich Böll-Platz fotograferad söderifrån med Ma'alot i bildens mitt

Ma'alot är en skulptur av Dani Karavan på Heinrich Böll-Platz i Köln i Tyskland.
Ma'alot var en del av den gestaltning av den nya Heinrich Böll-Platz, som blev klar 1986, och som genomfördes med hjälp av den israeliske jordkonstnären och skulptören Dani Karavan. Ordet Ma'alot är bibelhebreiskt och betyder närmast uppstigning, avstigning eller trappa. Det finns en association till "Shir ha Ma'alot" som betyder ungefär avstigningssång, och kan beteckna den sång som äldre tiders pilgrimer till Köln stämde upp i när de först fick Kölnerdomen i blickfältet. 
Ma'alot har formen av en port och är gjord i omväxlande band av granit och gjutjärn. Den står något söder om Kölnerdomens väst-östliga längdaxel, längst österut på Heinrich Böll-Platz vid trapporna ner till parken Rheingarten och Rhenstranden.